# Société immobilière du département de La Réunion
La Société immobilière du département de La Réunion, ou SIDR, est une société d'économie mixte agissant comme l'un des principaux bailleurs sociaux de l'île de La Réunion, département d'outre-mer français dans le Sud-Ouest de l'océan Indien. Créée en 1949, elle a son siège à Saint-Denis.
La société réalise un chiffre d'affaires de 134 511 446€ en 2019 .